# Tirrena-Adriàtica 1972
La Tirrena-Adriàtica 1972 va ser la 7a edició de la Tirrena-Adriàtica. La cursa es va disputar en cinc etapes, la darrera d'elles en dos sectors, entre el 13 i el 17 de març de 1972, amb un recorregut total de 884 km.
El vencedor de la cursa fou el belga Roger de Vlaeminck (Dreher), que s'imposà en la general per tan sols 12 segons sobre el segon classificat, el suís Josef Fuchs (Filotex), gràcies a la victòria en la darrera etapa, una contrarellotge individual. El suec Thomas Pettersson (Ferretti) acabà en tercera posició. Aquesta victòria de De Vlaeminck serà la primera de les sis que aconseguirà de manera consecutiva en aquesta cursa i que el converteixen en el ciclista amb més triomfs a la Tirrena-Adriàtica.

## Etapes
| Etapa | Data       | Recorregut                            | Km    | Vencedor d'etapa         | Líder de la general      |
| ----- | ---------- | ------------------------------------- | ----- | ------------------------ | ------------------------ |
| 1a    | 13 de març | Ladispoli - Alatri                    | 196,0 | Thomas Pettersson (SWE)  | Thomas Pettersson (SWE)  |
| 2a    | 14 de març | Frosinone - Pescasseroli              | 174,0 | Josef Fuchs (SUI)        | Josef Fuchs (SUI)        |
| 3a    | 15 de març | Pescasseroli - Alba Adriatica         | 219,0 | Patrick Sercu (BEL)      | Josef Fuchs (SUI)        |
| 4a    | 16 de març | Alba Adriatica - Civitanova Marche    | 191,0 | Roger de Vlaeminck (BEL) | Josef Fuchs (SUI)        |
| 5a A  | 17 de març | S.B del Tronto - S.B del Tronto       | 86,0  | Rik van Linden (BEL)     | Josef Fuchs (SUI)        |
| 5a B  | 17 de març | S.B del Tronto - S.B del Tronto (CRI) | 18,0  | Roger de Vlaeminck (BEL) | Roger de Vlaeminck (BEL) |

## Classificació general
|    | Ciclista                 | Equip       | Temps       |
| -- | ------------------------ | ----------- | ----------- |
| 1  | Roger de Vlaeminck (BEL) | Dreher      | 23h 46' 52" |
| 2  | Josef Fuchs (SUI)        | Filotex     | + 12"       |
| 3  | Thomas Pettersson (SWE)  | Ferretti    | + 31"       |
| 4  | Frans Verbeeck (BEL)     | Watney-Avia | + 47"       |
| 5  | Noël Vanclooster (BEL)   | Watney-Avia | + 1' 14"    |
| 6  | Felice Gimondi (ITA)     | Salvarani   | + 1' 32"    |
| 7  | Davide Boifava (ITA)     | Zonca       | + 1' 41"    |
| 8  | Ole Ritter (DEN)         | Dreher      | + 1' 41"    |
| 9  | Gosta Pettersson (SWE)   | Ferretti    | + 2' 00"    |
| 10 | Antoon Houbrechts (BEL)  | Salvarani   | + 2' 02"    |